# Eleleides liroceras
Eleleides liroceras är en tvåvingeart som beskrevs av Wayne N. Mathis 1977. Eleleides liroceras ingår i släktet Eleleides och familjen vattenflugor. Inga underarter finns listade i Catalogue of Life.